# 36ns Premis del Cinema Europeu
Els 36ns Premis del Cinema Europeu, presentats per l'Acadèmia de Cinema Europeu per reconèixer els èxits en el cinema europeu, es van celebrar a Berlín. La cerimònia va tenir lloc el 9 de desembre de 2023 a l'Arena de Berlín, sent la vint-i-segona vegada que la cerimònia de lliurament de premis té lloc a Alemanya. Fou presentada per Britta Steffenhagen i hi va actuar el multiinstrumentista Philip Thimm amb el grup Berlin Strings.

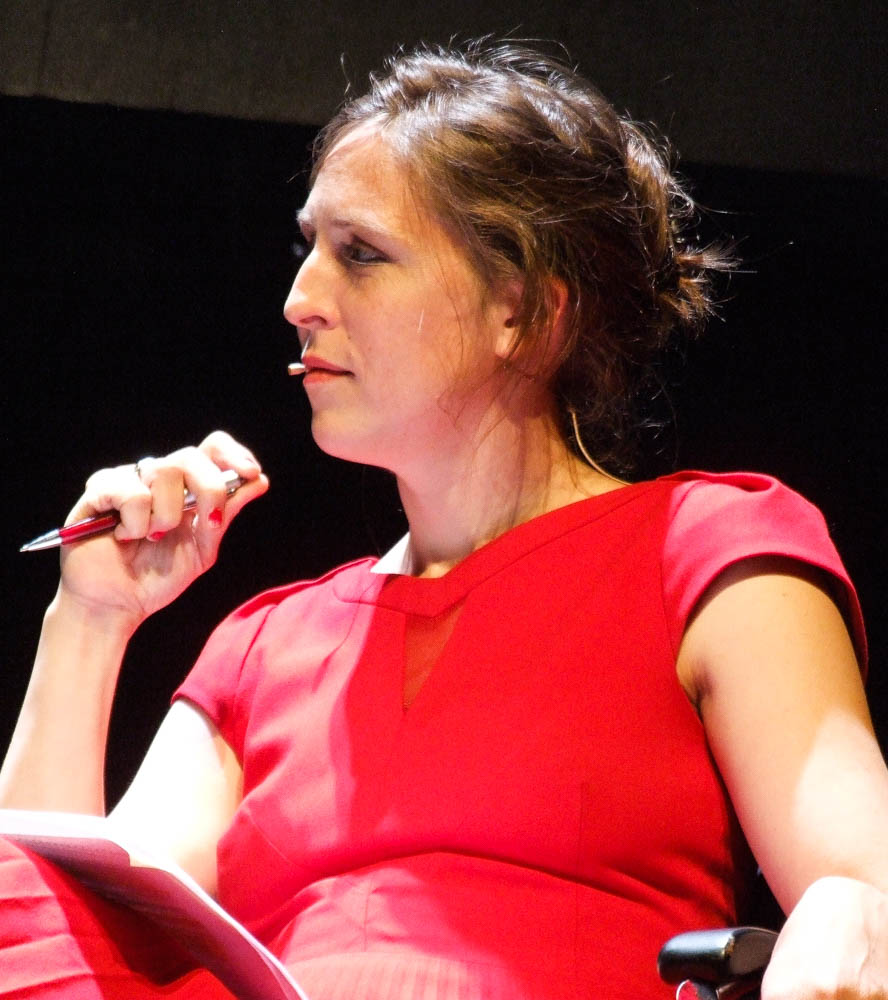
Britta Steffenhagen, presentadora d'enguany

La llista completa de nominacions es va revelar el 7 de novembre de 2023. Kuolleet lehdet d’Aki Kaurismäki i The Zone of Interest de Jonathan Glazer van liderar les nominacions amb cinc cadascuna. La gran guanyadora fou la francesa Anatomie d'une chute de Justine Triet, que va guanyar cinc premis (millor pel·lícula, director, guionista), actriu i muntatge). mentre que La sociedad de la nieve de Juan Antonio Bayona en va guanyar dos (efectes especials i maquillatge). A més l'espanyola Robot Dreams de Pablo Berger va guanyar el premi a la millor pel·lícula d'animació i Isabel Coixet el premi de l'assoliment europeu al cinema mundial.

## Seleccions

### Llargmetratges
La primera part de la selecció es va anunciar el 16 d'agost de 2023. La segona part de la selecció es va anunciar el 27 de setembre de 2023.
- 20.000 espècies d'abelles – Estibaliz Urresola Solaguren ()
- Roter Himmel – Christian Petzold ()
- Anatomie d'une chute – Justine Triet ()
- Animal - Sofia Exarchou (, , , , )
- Le Règne animal – Thomas Cailley ()
- Píso apó tis thimoniés – Asimina Proedrou (, , )
- Blackbird Blackbird Blackberry – Elene Naveriani (, )
- Urotsite na Blaga - Stephan Komandarev (, )
- Cerrar los ojos – Victor Erice (, )
- Club Zero - Jessica Hausner (, , , , , )
- Nu aștepta prea mult de la sfârșitul lumii - Radu Jude (, , , )
- Ekskurzija - Una Gunjak (, , , , , )
- Magyarázat mindenre - Gábor Reisz (, )
- Kuolleet lehdet – Aki Kaurismäki (, )
- Femme – Sam H. Freeman, Ng Choon Ping ()
- Firebrand – Karim Aïnouz ()
- Le Procès Goldman – Cédric Kahn ()
- Zielona granica – Agnieszka Holland (, , , )
- Najsrekjniot Chovek Na Svetot – Teona Strugar Mitevska (, , , , , )
- Holly - Fien Troch (, , , )
- Domaḱinstvo za početnici - Goran Stolevski (, , , , )
- How to Have Sex – Molly Manning Walker (, )
- Rapito – Marco Bellocchio (, , )
- La chimera – Alice Rohrwacher (, , )
- Io capitano - Matteo Garrone (, )
- The Old Oak – Ken Loach (, , )
- Paradiset brinner - Mika Gustafson (, , , )
- La Passion de Dodin Bouffant - Tran Anh Hung ()
- Bastarden - Nikolaj Arcel (, , )
- Safe Place – Juraj Lerotic (, )
- Slow – Marija Kavtaradze (, , )
- La sociedad de la nieve - Juan Antonio Bayona ()
- Stepne - Maryna Vroda (, , , )
- Sweet Dreams - Ena Sendijarević ((, , )
- Tatami - Guy Nattiv & Zar Amir Ebrahimi (, )
- Das Lehrerzimmer – İlker Çatak ()
- Die Theorie von Allem - Timm Kröger (, , )
- The Vanishing Soldier - Dani Rosenberg ()
- Kobieta z... - Małgorzata Szumowska i Michał Englert (, )
- The Zone of Interest - Jonathan Glazer (, , )

### Documental
La selecció es va anunciar el 30 d'agost de 2023.
- Apolonia, Apolonia - Lea Glob (, )
- Between Revolutions - Vlad Petri (, )
- Les Filles d'Olfa - Kaouther Ben Hania (, , , )
- The Hearing - Lisa Gerig ()
- In the Rearview - Maciej Hamela (, , )
- Light Falls Vertical - Efthymia Zymvragaki (, , , )
- Motherland - Hanna Badziaka & Alexander Mihalkovich (, , )
- Sur l'Adamant - Nicolas Philibert (, )
- Orlando, la meva biografia política - Paul B. Preciado ()
- Notre corps - Claire Simon ()
- Paradise - Alexander Abaturov (, )
- Savvusanna sõsarad - Anna Hints (, , )
- We Will Not Fade Away - Alisa Kovalenko (, , )
- Who I Am Not - Tunde Skovran (, , )

### Curtmetratges
El Curtmetratge Europeu 2023 es presenta en cooperació amb els següents festivals de cinema europeus. A cadascun dels festivals, un jurat designat pel festival tria un sol candidat.
- Airhostess-737 – Thanasis Neofotistou () - seleccionat al Festival Internacional de Curtmetratges de Xipre
- Asterión – Francesco Montagner (, ) - seleccionat al Riga International Film Festival
- Aqueronte - Manuel Muñoz Rivas () = seleccionat al Festival Internacional de Curtmetratges Dramàtics
- Been There – Corina Schwingruber Ilić () - seleccionada al Festival Internacional de Cinema de Locarno
- The Birthday Party – Francesco Sossai (, , ) – seleccionat al Curtas Vila do Conde – International Film Festival
- Cuerdas – Estibaliz Urresola Solaguren () – seleccionat al Go Short – International Short Film Festival
- Daydreaming So Vividly About Our Spanish Holidays - Christian Avilés () – selecccionat al DokuFest - International Documentary and Short Film Festival
- The Debutante – Elizabeth Hobbs () – seleccionat al Black Nights Film Festival - PÖFF Shorts
- Emotional Architecture 1959 - León Siminiani () – seleccionat a la Seminci
- A Free Run – Lauriane Lagarde () – seleccionat al Uppsala Short Film Festival
- Hardly Working – Susanna Flock, Leonhard Müllner, Robin Klengel & Michael Stumpf () – seleccionat al Internationale Kurzfilmtage Winterthur
- Headspace – Aisling Byrne () – selecciona al Festival Internacional de Cinema de Cork
- How I Learned to Hang Laundry - Barbara Zemljič () – selecccionat al Festival de Cinema de Sarajevo
- I Can See the Sun But I Can't Feel It Yet – Joseph Wilson () – seleccionat al Kurzfilm Festival Hamburg
- I Think of Silences When I Think of You – Jonelle Twum () – seleccionat al International Short Film Festival Oberhausen
- Les Chenilles – Michelle Keserwany & Noel Keserwany () – seleccionat al Festival Internacional de Cinema de Berlín
- Papa - Notes on Life and Death - Andreas Bøggild Monies () – selecccionat a l’OFF - Odense International Film Festival
- Red Ears – Paul Drey () – seleccionat al Festival de Cinema de Tampere
- Remember How I Used to Ride a White Horse – Ivana Bošnjak Volda & Thomas Johnson Volda () - VIENNA SHORTS - International Short Film Festival
- A Short Trip - Erenik Beqiri () – seleccionat al Festival Internacional de Cinema de Venècia
- There Are People in the Forest – Szymon Ruczyński () – seleccionat al Festival de Cinema de Cracòvia
- Things Unheard Of – Ramazan Kiliç () – seleccionat al Festival de Cinema de Motovun
- 27 – Flóra Anna Buda (, ) – seleccionat al Festival Internacional de Cinema de Canes
- Women Visiting the City – Enrique Buelo (, ) – seleccionat al Festival Internacional de Curtmetratges de Clermont-Ferrand
- Zoon – Jonatan Schwenk () – seleccionat al ZINEBI - Festival Internacional de Curtmetratges i Documentals de Bilbao i al Festival Internacional de Curtmetratges de Lovaina

## Premis als llargmetratges
Fonts:

### Millor pel·lícula europea
| Títol                  | Director(s)       | Productor(s)                                                      | País                                 |
| ---------------------- | ----------------- | ----------------------------------------------------------------- | ------------------------------------ |
| Anatomia d'una caiguda | Justine Triet     | Marie-Ange Luciani, David Thion                                   | França                               |
| Kuolleet lehdet        | Aki Kaurismäki    | Reinhard Brundig, Misha Jaari, Aki Kaurismäki, Mark Lwoff         | Finlàndia / Alemanya                 |
| Zielona granica        | Agnieszka Holland | Fred Bernstein, Agnieszka Holland, Marcin Wierzchoslawski         | Bèlgica / Txèquia / França / Polònia |
| Io capitano            | Matteo Garrone    | Paolo Del Brocco, Matteo Garrone, Joseph Rouschop, Ardavan Safaee | Bèlgica / Itàlia                     |
| The Zone of Interest   | Jonathan Glazer   | Ewa Puszczyńska, James Wilson                                     | Polònia / Regne Unit / Estats Units  |

### Millor director europeu
| Receptor(s)       | Títol                |
| ----------------- | -------------------- |
| Justine Triet     | Anatomie d'une chute |
| Aki Kaurismäki    | Kuolleet lehdet      |
| Agnieszka Holland | Zielona granica      |
| Matteo Garrone    | Io capitano          |
| Jonathan Glazer   | The Zone of Interest |

### Millor guió europeu
| Receptor(s)                                                  | Títol                |
| ------------------------------------------------------------ | -------------------- |
| Arthur Harari Justine Triet                                  | Anatomie d'une chute |
| Aki Kaurismäki                                               | Kuolleet lehdet      |
| Agnieszka Holland Gabriela Łazarkiewicz-Sieczko Maciej Pisuk | Zielona granica      |
| İlker Çatak Johannes Duncker                                 | Das Lehrerzimmer     |
| Jonathan Glazer                                              | The Zone of Interest |

### Millor actor europeu
| Receptor(s)       | Títol                | Paper         |
| ----------------- | -------------------- | ------------- |
| Thomas Schubert   | Roter Himmel         | Leon          |
| Jussi Vatanen     | Kuolleet lehdet      | Holappa       |
| Josh O'Connor     | La chimera           | Arthur        |
| Mads Mikkelsen    | Bastarden            | Ludvig Kahlen |
| Christian Friedel | The Zone of Interest | Rudolf Höss   |

### Millor actriu europea
| Receptor(s)       | Títol                          | Paper         |
| ----------------- | ------------------------------ | ------------- |
| Sandra Hüller     | Anatomie d'une chute           | Sandra Voyter |
| Eka Chavleishvili | Blackbird Blackbird Blackberry | Etero         |
| Alma Pöysti       | Kuolleet lehdet                | Ansa          |
| Mia McKenna-Bruce | How to Have Sex                | Tara          |
| Leonie Benesch    | Das Lehrerzimmer               | Carla Nowak   |
| Sandra Hüller     | The Zone of Interest           | Hedwig Höss   |

### Premis a l’excel·lència
| Millor fotografia            | Millor muntatge                           | Millor disseny de producció  | Millor vestuari             |
| ---------------------------- | ----------------------------------------- | ---------------------------- | --------------------------- |
| Rasmus Videbæk per Bastarden | Laurent Sénéchal per Anatomie d'une chute | Emita Frigato per La chimera | Kicki Ilander per Bastarden |

| Millor maquillatge i perruqueria                                                                   | Millor compositor           | Millor disseny de so                                 | Millors efectes visuals                                |
| -------------------------------------------------------------------------------------------------- | --------------------------- | ---------------------------------------------------- | ------------------------------------------------------ |
| Ana López-Puigcerve, Belén López-Puigcerver, David Martí & Montse Ribé per La sociedad de la nieve | Markus Binder per Club Zero | Johnnie Burn & Tarn Willers per The Zone of Interest | Félix Bergés & Laura Pedro per La sociedad de la nieve |

## Premis no basats en la selecció de llargmetratges

### European Discovery – Prix FIPRESCI
| Director(s)                  | Títol                     |
| ---------------------------- | ------------------------- |
| Estibaliz Urresola Solaguren | 20.000 espècies d'abelles |
| / Molly Manning Walker       | How to Have Sex           |
| Philip Sotnychenko           | La Palisiada              |
| Malene Choi                  | The Quiet Migration       |
| / Juraj Lerotić              | Sigurno mjesto            |
| Stéphan Castang              | Vincent doit mourir       |

### Documental europeu
| Títol              | Director(s)                            | País                                         | Llengua                              |
| ------------------ | -------------------------------------- | -------------------------------------------- | ------------------------------------ |
| Apolonia, Apolonia | Lea Glob                               | Dinamarca / Polònia                          | Danès, anglès, francès, polonès, rus |
| Les Filles d'Olfa  | Kaouther Ben Hania                     | França / Alemanya / Aràbia Saudita / Tunísia | Àrab                                 |
| Motherland         | Hanna Badziaka & Alexander Mihalkovich | Noruega / Suècia / Ucraïna                   | Belarús, rus                         |
| Sur l'Adamant      | Nicolas Philibert                      | França / Japó                                | Francès                              |
| Savvusanna sõsarad | Anna Hints                             | Estònia / França / Islàndia                  | Estonià, Seto, Võro                  |

### Llargmetratge d’animació europeu[10]
| Títol                 | Director(s)                         |
| --------------------- | ----------------------------------- |
| The Amazing Maurice   | Toby Genkel                         |
| Linda veut du poulet! | Sébastien Laudenbach · Chiara Malta |
| A Greyhound of a Girl | Enzo d’Alò                          |
| Robot Dreams          | Pablo Berger                        |
| Műanyag égbolt        | Tibor Bánóczki · Sarolta Szabó      |

### Curtmetratge europeu[11]
| Títol                 | Director(s)                                                       |
| --------------------- | ----------------------------------------------------------------- |
| 27                    | Flóra Anna Buda                                                   |
| Aqueronte             | Manuel Muñoz Rivas                                                |
| La herida luminosa    | Christian Avilés                                                  |
| Flores del otro patio | / Jorge Cadena                                                    |
| Hardly Working        | Susanna Flock · Robin Klengel · Leonhard Müllner · Michael Stumpf |

## Premis honorífics
| Premi de l'EFA a la trajectòria | Premi d'Honor de del President i el Consell de l’Acadèmia | Assoliment europeu al cinema mundial |
| ------------------------------- | --------------------------------------------------------- | ------------------------------------ |
| Vanessa Redgrave                | Béla Tarr                                                 | Isabel Coixet                        |

| Narració europea innovadora | Premi Coproducció Eurimages | Premi Europeu de Sostenibilitat - Prix4Climate |
| --------------------------- | --------------------------- | ---------------------------------------------- |
|                             | Uljana Kim                  | Güler Sabancı                                  |

## Premis especials

### Premi Lux de l'Acadèmia de Cinema Europeu
El premi està dirigit a reconèixer les pel·lícules que ajudin a conscienciar sobre temes sociopolítics a Europa.
| Títol                     | Director(s)                  |
| ------------------------- | ---------------------------- |
| Kuolleet lehdet           | Aki Kaurismäki               |
| Sur l'Adamant             | Nicolas Philibert            |
| Savvusanna sõsarad        | Anna Hints                   |
| Das Lehrerzimmer          | İlker Çatak                  |
| 20.000 espècies d'abelles | Estibaliz Urresola Solaguren |

### Premi de Cinema Universitari Europeu (EUFA)
Els nominats es van anunciar el 5 d'octubre de 2023. Les pel·lícules nominades es veuran i es discutiran a 25 universitats de 25 països i cada institució seleccionarà la seva pel·lícula preferida. A principis de desembre, un representant dels estudiants de cada universitat assistirà a una reunió de deliberació de tres dies a Hamburg per decidir el guanyador general. El guanyador es donarà a conèixer el 7 de desembre, poc abans de la cerimònia de lliurament dels Premis del Cinema Europeu d'enguany el 9 de desembre a Berlín.
| Títol                    | Director(s)          |
| ------------------------ | -------------------- |
| Anatomie d'une chute     | Justine Triet        |
| Zielona granica          | Agnieszka Holland    |
| Domaḱinstvo za početnici | / Goran Stolevski    |
| How to Have Sex          | Molly Manning Walker |
| Das Lehrerzimmer         | İlker Çatak          |

## Galeria

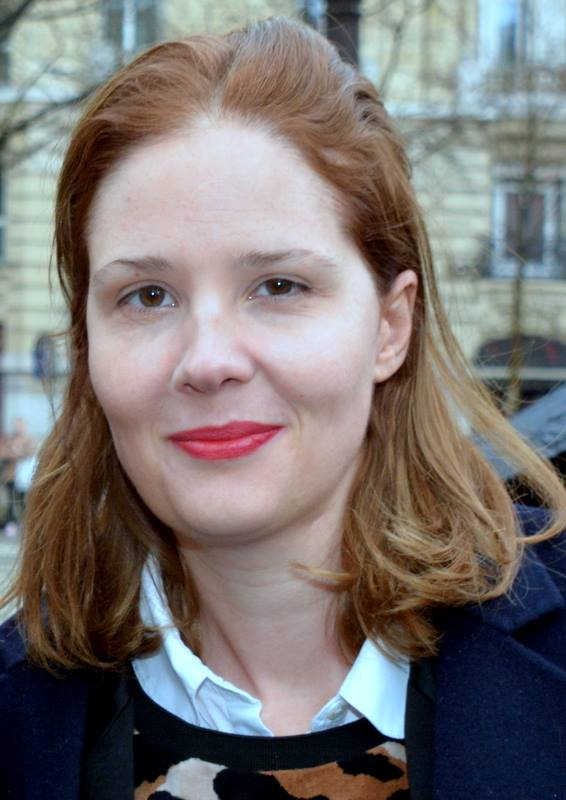
Justine Triet, millor pel·lícula, director i guió
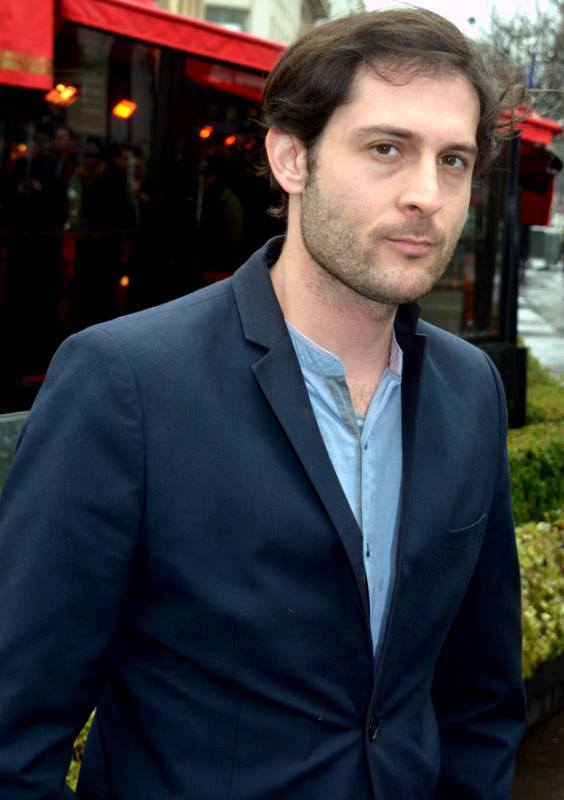
Arthur Harari, millor guió
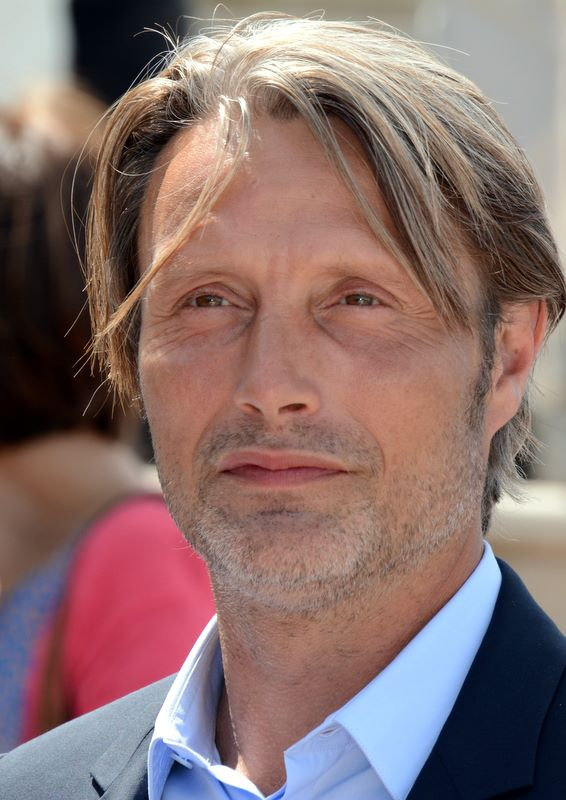
Mads Mikkelsen, millor actor
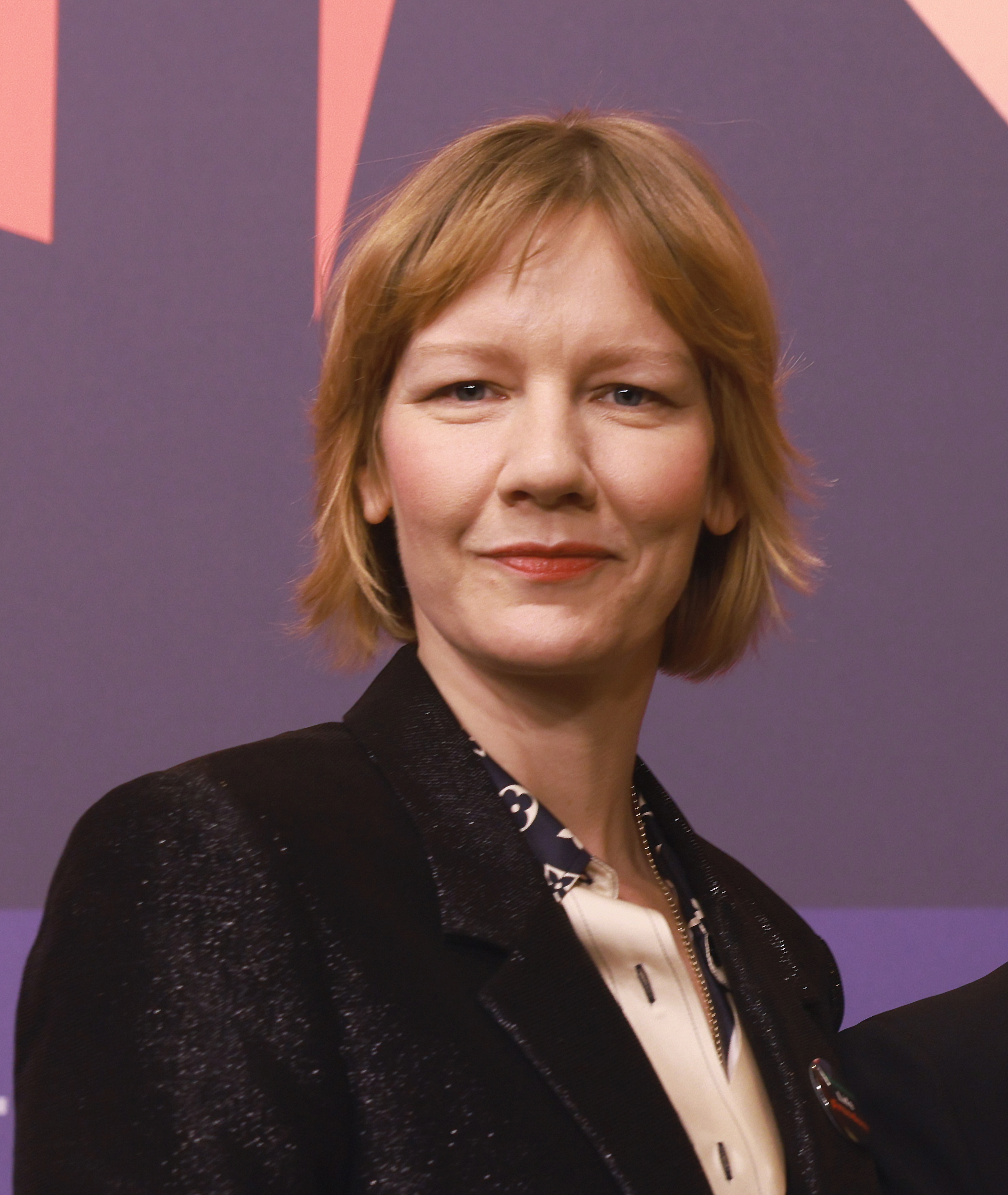
Sandra Hüller, millor actriu
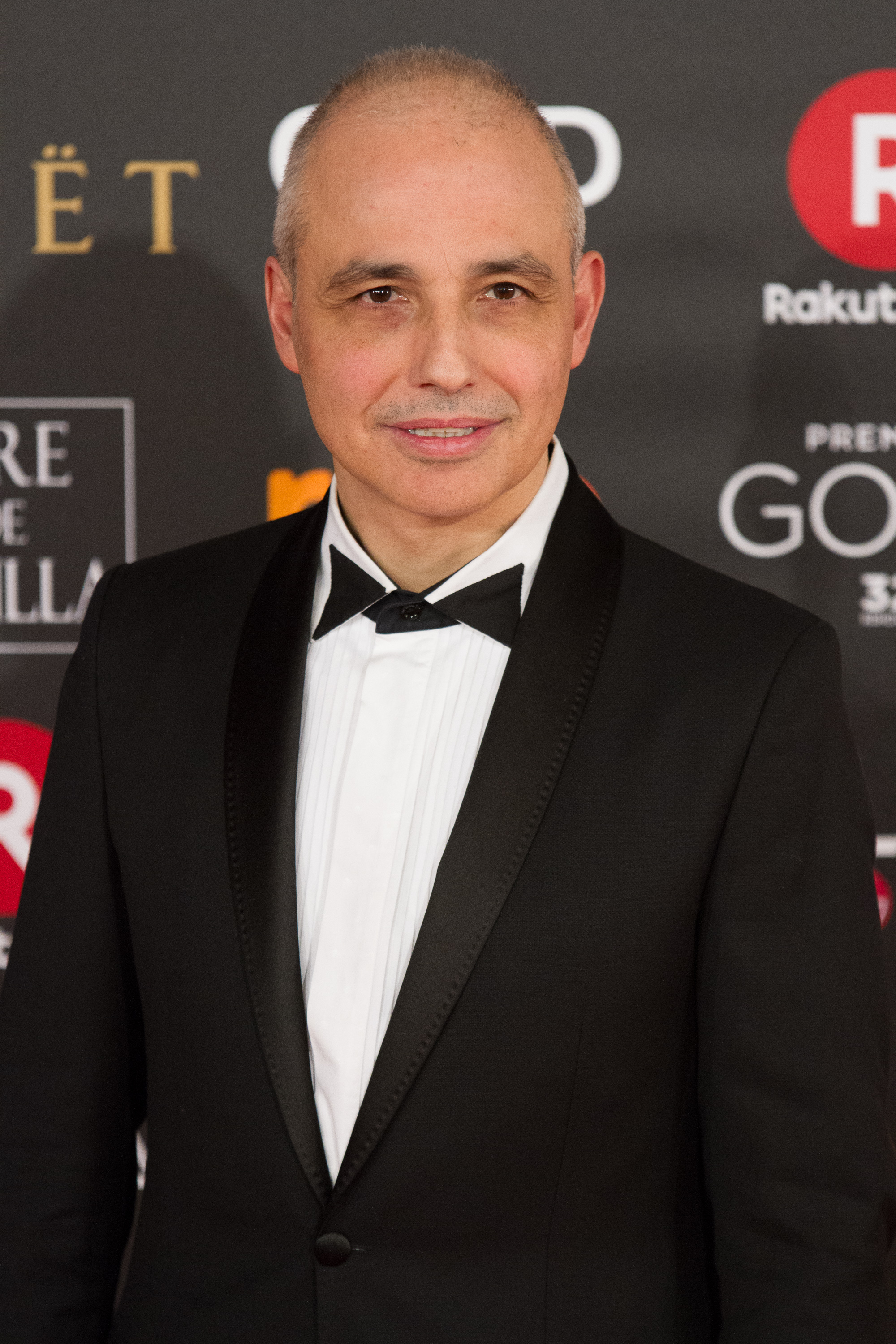
Pablo Berger, millor pel·lícula d'animació
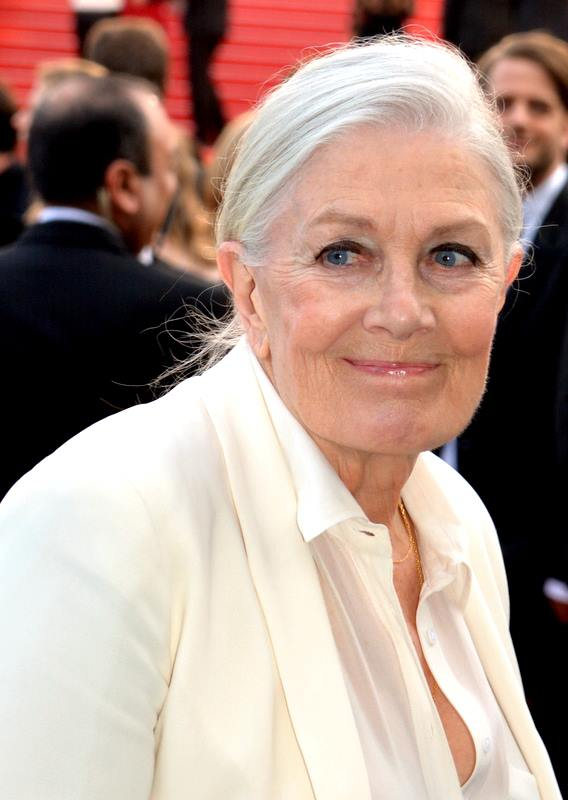
Vanessa Redgrave, premi a la carrera
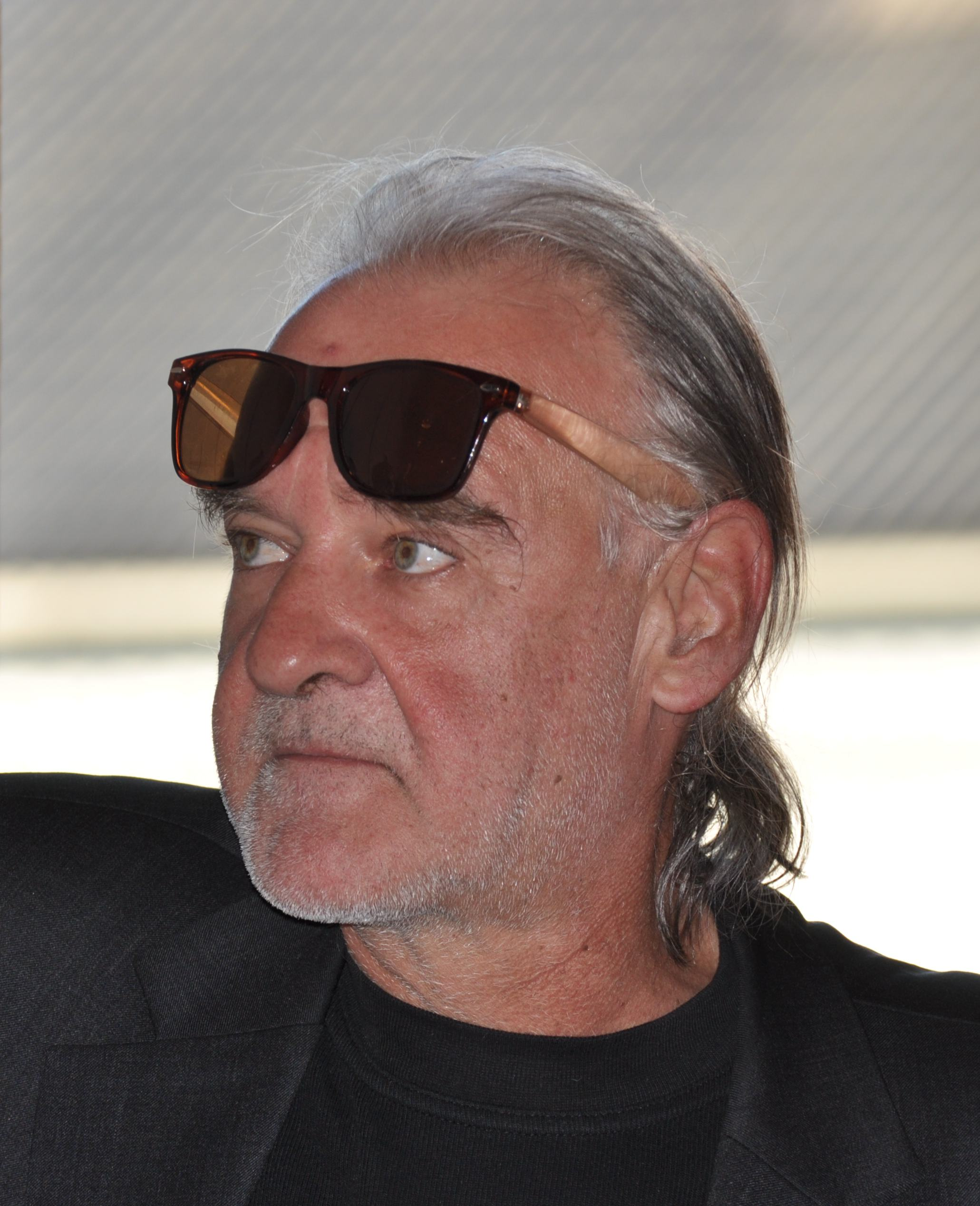
Béla Tarr, premi de l'Acadèmia
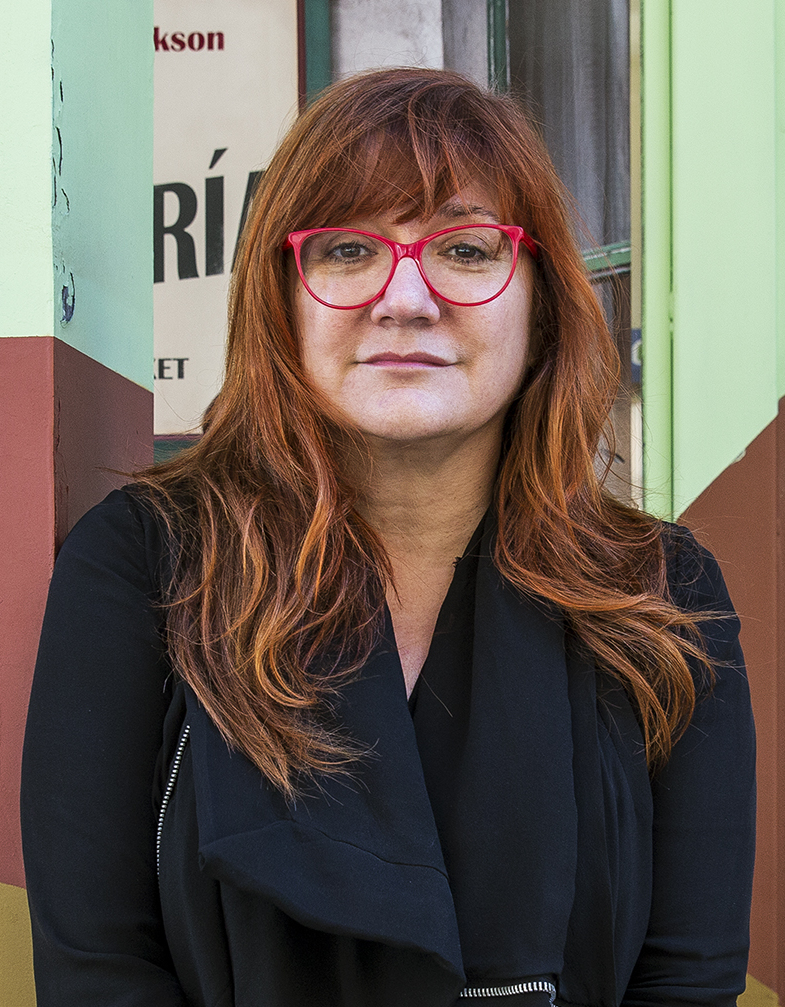
Isabel Coixet, premi a l'assoliment europeu
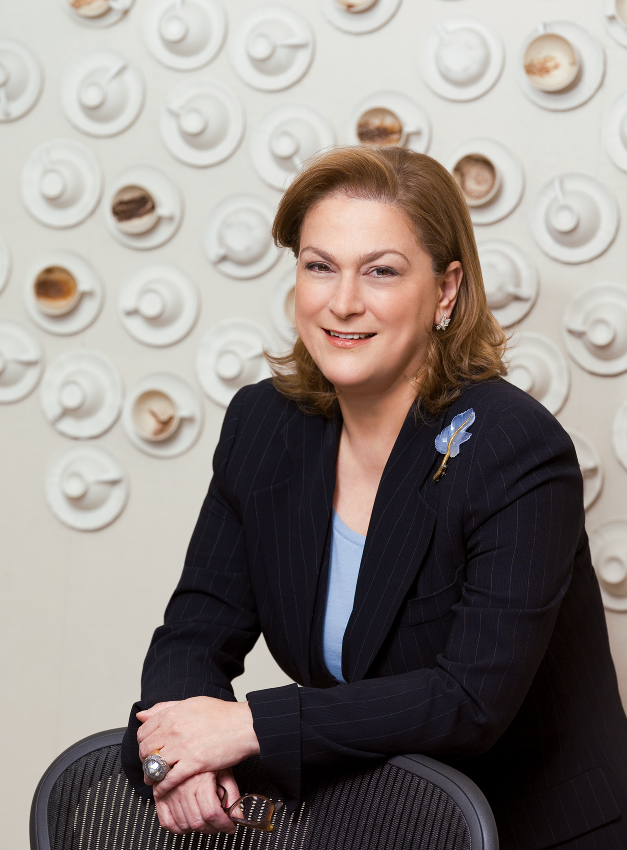
Güler Sabancı, premi de la sostenibilitat